# Gwanghyewon-myeon
Gwanghyewon-myeon (koreanska: 광혜원면) är en socken i den centrala delen av Sydkorea, 75 km söder om huvudstaden Seoul. Den ligger i landskommunen Jincheon-gun i provinsen Norra Chungcheong.